# 雅汶四号卫星
雅汶四號衛星（Yavin IV）是《星際大戰》的世界观中所设定的巨大的气体行星雅汶（Yavin Prime）的第四号卫星，也是其26颗卫星中仅有的三颗适宜移民的卫星中的最著名的一颗。雅汶四号星上覆盖着原始的丛林和热带雨林。虽然地处偏远，雅汶四号星在星战长达万年的历史中起着举足轻重的作用，包括雅汶战役在内的很多重要事件都发生于此。

## 历史

### 旧共和国时期
雅汶战役一万年前，古代绝地在雅汶四号卫星上建立了一座地下城市，并改造了那里的气候使之成为丛林。后来绝地最终离开了雅汶四号星，这座遗弃的地下城市被称作“绝地的遗忘之城”（Lost City of the Jedi）并极少有人知晓。相传欧比旺·克诺比曾出于安全考虑将白卜庭的孙子——肯，秘密转移到这里，最终这座城再度被路克·天行者发现。
雅汶战役五千年前，在超空间大战中大败的西斯大君那嘉·沙度，率领其余部马撒西战士退避到雅汶四号星。在那里沙度试验了他的西斯法术，将本来具有人形的红种肤色的马撒西战士变异为面目可憎且智力愚钝的蛮族。马撒西战士将沙度尊为神，并建立了宏伟的马撒西神殿供奉沙度。
随后沙度在马撒西神殿里展开了漫长的休眠，等待着有人前来延续西斯的血脉。直到雅汶战役四千四百年前，堕落的绝地武士佛里敦·纳德流亡至雅汶四号星。在那里他起初受到了马撒西战士的攻击，此时的纳德使用原力制服了他们，同时这也唤醒了马撒西战士有关西斯的黄金时代的记忆。马撒西战士将纳德带到沙度面前，醒来的沙度将纳德训练成一个新的强大的西斯大君，随后沙度销声匿迹，可能是被纳德所杀。
雅汶战役3997年前，堕落的绝地武士艾克撒·昆受到纳德灵魂的引诱前往雅汶四号星，在那里他奴役了马撒西战士并自封为新的西斯大君。昆联合了来自黛塔太阳系的黑暗原力研究组织卡瑞斯教派，以及堕落的绝地乌里克·奎卓玛进攻绝地的起源之星奥萨斯。在那里他们引诱了众多绝地加入西斯，并进而联合曼德罗林人发动了规模庞大的西斯战争。最终共和国军队将昆围困在雅汶四号星，自知在劫难逃的昆使用残酷的西斯仪式将自己的灵魂注入马撒西神殿的建筑内得到永生。
克隆人战争时期，安纳金·天行者曾尾随黑暗绝地阿萨基·文翠斯到达雅汶四号星，在那里两人展开了他们的第一次光剑对决。

### 帝国时期

#### 雅汶戰役
1. ↑  . Star Wars Databank.   [2015年10月25日]. （原始内容存档于2017年2月4日） （英语）.